# István Vámos
István Vámos född den 18 juli 1958 i Budapest, Ungern, är en ungersk gymnast.
Han tog OS-brons i lagmångkampen i samband med de olympiska gymnastiktävlingarna 1980 i Moskva.